# Болованешти (Арђеш)
Болованешти (рум. Bolovănești) насеље је у Румунији у округу Арђеш у општини Мушатешти. Oпштина се налази на надморској висини од 663 m.

## Становништво
Према подацима из 2002. године у насељу је живело 3 становника.